# Aéroport de Bratsk
Pour les articles homonymes, voir BTK.
L'aéroport de Bratsk (russe : Аэропорт Братск) (code IATA : BTK • code OACI : UIBB) est un aéroport situé dans l'oblast d'Irkoutsk, en Russie,  à 8 kilomètres au nord de Bratsk.  C'est un aéroport à la fois civil et militaire, pouvant accueillir 32 appareils.
L'aéroport Bratsk est un "aéroport alternatif" sur la Route Polaire 2,.
Le 350 IAP (350e Régiment d'Aviation d'Interception) s'est installé sur cette base en 1984, équipé de Tupolev Tu-128 (Fiddler).  Bratsk était ainsi un centre de défense aérienne de la plupart de la région intérieure de Sibérie. Dans les années 1990, les appareils sont remplacés par des jets MiG-31 jets. Le 350 IAP est démantelé en 2002.
Actuellement, Bratsk conserve son activité civile et commerciale, et sert de base pour les vols cargos à destination du Kamtchatka. L'aéroport est géré par AeroBratsk.

## Situation

### Carte des aéroports russes
| \| 50 km1:1 791 000 \| Koursk Abakan Anapa Pskov Arkhangelsk Astrakhan Barnaoul Belgorod Blagoveshchensk Bratsk Grozny Guelendjik Iakoutsk Iékaterinbourg Ijevsk Ioujno-Sakhalinsk Irkoutsk Kaliningrad Kazan Kemerovo Khabarovsk Khanty-Mansiïsk Krasnodar Krasnoïarsk Magadan Magnitogorsk Makhachkala Mineralnye Vody Mirny Moscou · SVO Moscou · DME Moscou-VKO Mourmansk Narian-Mar Nijnekamsk Nijnevartovsk Nijni Novgorod Noïabrsk Alykel Novokouznetsk Novossibirsk Novy Ourengoï Omsk Orenbourg Oufa Oulan-Oude Oulianovsk Perm Petropavlovsk-Kamtchatski Rostov · sur-le-Don Sabetta Saint-Pétersbourg Salekhard Samara Saratov Simferopol Sotchi Sourgout Stavropol Kyzyl Syktyvkar Tcheliabinsk Tchita Tioumen Tomsk Vladivostok Volgograd Voronej |
| 50 km1:1 791 000 |

## Compagnies aériennes et destinations
| Compagnies                      | Destinations                                              |
| ------------------------------- | --------------------------------------------------------- |
| Angara Airlines                 | Irkoutsk                                                  |
| IrAero                          | Irkoutsk                                                  |
| Nordwind Airlines/Ikar Airlines | En saison charter: Bangkok-Suvarnabhumi, Cam Ranh, Phuket |
| S7 Airlines                     | Moscou-Domodédovo En saison : Novossibirsk-Tolmatchevo    |
| S7 Airlines opéré par Globus    | Moscou-Domodédovo                                         |
| UTair Aviation                  | Talakan (en), Tioumen-Roshchino                           |

Édité le 07/02/2018